# ルッジェーロ・ディ・ラウリア級戦艦
| ルッジェーロ・ディ・ラウリア級戦艦         | ルッジェーロ・ディ・ラウリア級戦艦                                                                      |
| ------------------------------------------ | --- |
| 竣工時の「ルッジェーロ・ディ・ラウリア」。 | |
| 艦級概観                                   | |
| 艦種                                       | 戦艦 |
| 艦名                                       | 人名 |
| 前級                                       | イタリア級                                                                                              |
| 次級                                       | レ・ウンベルト級                                                                                        |
| 性能諸元                                   | |
| 排水量:                                    | 常備：11,204トン 満載：11,726トン                                                                       |
| 全長:                                      | 105.9m 100.0m（水線長）                                                                                 |
| 全幅:                                      | 19.84m                                                                                                  |
| 吃水:                                      | 7.9m（常備） 8.3m（満載）                                                                               |
| 機関:                                      | 型式不明石炭専焼長円缶6基&円缶16基 ＋形式不明直立型三段膨張式三気筒レシプロ機関2基2軸推進               |
| 最大 出力:                                 | 10,300hp                                                                                                |
| 最大 速力:                                 | 17.0ノット                                                                                              |
| 航続 距離:                                 | 10ノット/3,000海里                                                                                      |
| 燃料:                                      | 石炭：850トン                                                                                           |
| 乗員:                                      | 507名                                                                                                   |
| 兵装:                                      | 43.1cm（27口径）連装砲2基 15.3cm（32口径）単装砲2基 12cm（32口径）単装砲4基 35.6cm水上魚雷発射管単装2基 |
| 装甲:                                      | 鉄製 舷側：450mm 甲板：25～76mm バーベット：360mm 司令塔：-mm                                           |

ルッジェーロ・ディ・ラウリア級 (イタリア語: Corazzate della Classe Ruggiero di Lauria) は、イタリア海軍の草創期の戦艦。本級は仮想敵国フランス海軍が増強し続ける装甲艦勢への対抗艦として建造された艦である。

## 概要
1879年にアクトン海相が就任した後、1880年に主砲公試中の装甲艦カイオ・ドゥイリオ級「カイオ・ドゥイリオ」で後部主砲の爆発事故が起きた。この時、世論への体裁を持つためにアクトンは前職者のベネデット･ブリンの海軍政策を批判し、建造費削減と資材節約のために今後建造する戦艦の要求性能は排水量1万トン台で速力15ノット程度に定めた。これに基づいて1880年度海軍整備計画で建造されたのが本級である。本級の造船監督はジュゼッペ･ミケリが担当し、1隻辺りの建造費は前級1隻の約66.6パーセントに抑えられたために同程度の予算で前級よりも1隻多い3隻が建造される事となった。

## 艦形
本級の基本設計は「カイオ・ドゥイリオ級」をタイプシップに採り、改良型として手堅くまとめた。船体形状は水面から乾舷までが低い平甲板型船体を採用した。水面下に衝角の付いた艦首から左右の幅の狭い船首楼上に15.3cm砲が防盾の付いた単装砲架で1基、艦首左舷側に前部グース･ネック（鴨の首）式クレーンが1基配置された。船首楼のたん部に箱型の操舵艦橋が設けられ、背後に前部1本煙突が立ち、船首楼は終了している。そこの後ろの中央部甲板上に本級の主砲である「アームストロング 43.1cm（27口径）ライフル砲」2基を収めた1番露砲塔を右舷側に1基を配置し、船体中央部に頂上部と中段部に見張り所を設けたミリタリー･マストが1本立ち、その背後の左舷側に2番露砲塔を配置した。2番主砲塔の後方から左右の狭い上部構造物が設けられ、最前部に2番煙突が立つ。船体中央部に主砲塔があるために船首楼と後部構造物の連絡のために1番煙突の中段からミリタリー･マストの基部を通って2番煙突の中段まで走るフライング･デッキ（空中甲板）が設けられた。後部構造物の艦尾側に15.3cm単装砲が後向きに1基、艦尾甲板上の右舷側に後部グース･ネック式クレーン1基が配置された。

### 主砲
本級の主砲は前級と口径の変わらないアームスロング社製「アームスロング 43.1cm（27口径）後装填式砲」を採用した。この砲は1門当たりの重量が105トンもする巨砲であった。この砲を露砲塔に収めた。砲身と装填機構を守る断片防御程度の防盾が被せられた。砲弾と装薬の装填機構は砲架の後部にあり、装填する際は最大仰角をかけて尾栓部から装填する。このため、発射速度は5分間に1発程度であった。

## 同型艦
- ルッジェーロ・ディ・ラウリア （Ruggiero di Lauria）

カステラマーレ造船所で1881年8月3日起工、1884年8月9日進水、1888年2月1日竣工。1909年11月11日に除籍解体処分。
- アンドレア・ドリア （Andrea Doria）

ラ･スペチア造船所で1882年1月7日起工、1885年11月21日進水、1891年5月16日竣工。1911年5月25日に除籍解体処分。
- フランチェスコ・モロジーニ (Francesco Morosini)

ヴェネツィア造船所で1881年12月4日起工、1885年7月30日進水、1889年8月21日竣工。1909年8月3日に除籍解体処分。

## 参考図書
- 「世界の艦船増刊第41集　イタリア戦艦史」（海人社）
- 「Conway All The World's Fightingships 1860-1905」（Conway）
- 「Conway All The World's Fightingships 1906–1921」（Conway）